# Даяно
Дая̀но (на италиански: Daiano, на местен диалект: Daian, Даян) е село и община в Северна Италия, автономна провинция Тренто, автономен регион Трентино-Южен Тирол. Разположено е на 1160 m надморска височина. Населението на общината е 653 души (към 2017 г.).